# Noyon
Noyon é uma comuna histórica francesa no departamento de Oise, em Altos da França, aproximadamente a 95 quilômetros a norte de Paris.
Originariamente habitada por tribos gaulesas, é famosa por ter sido o local da coroação do imperador Carlos Magno em 768 e, mais tarde, do primeiro rei capetiano, Hugo Capeto em 987.
Noyon, é também, cidade natal de Jean Chauvin (ou Cauvin), conhecido mundialmente como João Calvino, nasceu a 10 de julho de 1509, formado em direito, pastor, teólogo reformado, um dos mais iminentes precursores da reforma protestante, e também, da teologia reformada, conhecido também, como reformador de Genebra, onde viveu por algum tempo.
Em fins do século XVI, a localidade caiu sob o domínio de Espanha, mas o rei Henrique IV de França a reconquistou. A cidade foi ocupada pelos alemães durante a Primeira Guerra Mundial e na Segunda Guerra Mundial e em ambos as ocasiões, sofreu danos pesados.

## História
Os romanos fundaram a cidade como Noviômago (em latim: Noviomagus). Supostamente também conhecido como Noviômago dos Veromânduos ou apenas Veromânduos (em latim: Veromanduorum) para distingui-lo dos inúmeros outros locais de mesmo nome, apesar de nenhuma fonte romana pode prová-lo. A cidade é mencionada no Itinerário de Antonino como sendo de Soissons e de Amiens. Mas suas distâncias, como D'Anville diz, não são exatas, para Noyon está ainda em Amiens e mais perto de Soissons que o roteiro diz. A mutação do Noviômago o nome para Noyon é mais claro em um documento datado desde a Idade Média, onde a cidade é então chamado Novíomo. Noyon foi fortemente fortificada e alguns troços da muralha romana ainda permaneciam na antiguidade tardia. 
Isto pode explicar por que, em torno de no ano 531, o bispo Medardo transferiu sua sede de Vermand, no Vermandois, a Noyon. Outras explicações são que Medardo nasceu perto da cidade, em Salency, ou que o lugar está mais próximo da Soissons, que foi uma das capitais merovíngias. A catedral de Noyon foi onde Carlos Magno foi coroado, em 768, como também o foi o primeiro rei Capetiano, Hugo Capeto, em 987. A cidade recebeu uma carta em condomínio 1108, que foi posteriormente confirmada por Filipe Augusto em 1223. No século XII, a diocese de Noyon foi aumentada para um ducado no Pariato da França. A catedral românica foi destruída pelo fogo em 1131, mas logo foi substituída pela atual catedral, um dos primeiros exemplos da arquitetura gótica na França, construída entre 1145 e 1235. A biblioteca é um exemplo histórico de meia-construção em estilo enxaimel. Pelo Tratado de Noyon, assinado em 13 de agosto de 1516 entre Francis I da França e imperador Charles V, a França abandonou a cidade para o Reino de Nápoles e recebeu o Grão-Ducado de Milão em recompensa. Tendo sido devastada pelas tropas dos Habsburgos em 1552, Noyon foi vendida para a França em 1559, nas condições do Tratado de Cateau-Cambrésis. Perto do final do século XVI, a cidade caiu sob o controle dos Habsburgo, mas Henry IV de França recuperou-a. A Concordata de 1801 suprimiu o seu bispado.

## Filhos da localidade
- João Calvino nasceu em Noyon a 10 de Julho de 1509.

1. ↑  Calvino, João (1936). Institution de la Religion Chrestienne. Paris: Société  Les Belles Lettres. p. 5. 1 páginas. ISBN 85-7622-144-6